# تشارلز ناغي
تشارلز ناغي (بالإنجليزية: Charles Nagy)‏ هو لاعب كرة قاعدة أمريكي، ولد في 5 مايو 1967 في بريدجبورت في الولايات المتحدة.

## وصلات خارجية
- تشارلز ناغي على موقعبيزبول رفرنس.كوم (الدوري الرئيسي) (الإنجليزية)
- تشارلز ناغي على موقعبيزبول رفرنس.كوم (الدوري الثانوي) (الإنجليزية)
- تشارلز ناغي على موقع مشجعي الرسوم البيانية (الإنجليزية)
- تشارلز ناغي على موقع أوليمبيديا (الإنجليزية)